# Japania argentipes
Japania argentipes är en stekelart som först beskrevs av Girault 1913.  Japania argentipes ingår i släktet Japania och familjen hårstrimsteklar. Inga underarter finns listade i Catalogue of Life.